# BMW Serie 6
El BMW Serie 6 es un gran turismo producido por el fabricante de automóviles alemán BMW. Está basado en el Serie 5 y al igual que este, es un automóvil de lujo de gran tamaño, disponible en carrocerías cupé Gran Coupe (sedan) y descapotable. Existen actualmente cuatro generaciones de la Serie 6, que fueron puestas a la venta en 1976, 2004, 2011 y 2017.

## Primera generación (E24, 1975-1989)
El primer Serie 6 fue el sucesor del E9 (que incluía los modelos 2.5CS, 2800CS, 3.0CS, 3.0CSi y 3.0CSL). La producción del Serie 6 comenzó en octubre de 1975, empezándose a comercializar en marzo de 1976 con los modelos 630 CS y 633 CSi. Esta nueva carrocería era mucho más segura que la de su predecesor, el E9, el auto inicial tenía 3210 cc, en 1980 su renovación trajo el 635CSi con 3453 cc y con una velocidad máxima de 222 km/h, alcanzando los 100 km/h en 7,4 s.

### Motorizaciones
| Motores de gasolina            | Motores de gasolina                                                                                   | Motores de gasolina                                                                                   | Motores de gasolina                                                                                   | Motores de gasolina                                                                                   | Motores de gasolina                                                                                   | Motores de gasolina                                                                                   | Motores de gasolina                                                                                   | Motores de gasolina                                                                                   | Motores de gasolina                                                                                   | Motores de gasolina                                                                                   | Motores de gasolina                                                                                   | Motores de gasolina                                                                                   |
|                                | 628 CSi                                                                                               | 630 CS                                                                                                | 630 CSi                                                                                               | 633 CSi                                                                                               | 633 CSi                                                                                               | 635 CSi                                                                                               | 635 CSi                                                                                               | 635 CSi                                                                                               | 635 CSi                                                                                               | 635 CSi                                                                                               | M635 CSi                                                                                              | M635 CSi                                                                                              |
| ------------------------------ | --- | --- | --- | --- | --- | --- | --- | --- | --- | --- | --- | --- |
| Periodo                        | 1979-1987                                                                                             | 1975-1979                                                                                             | 1976-1977                                                                                             | 1975-1979                                                                                             | 1979-1984                                                                                             | 1978-1982                                                                                             | 1982-1987                                                                                             | 1987-1989                                                                                             | 1985-1987                                                                                             | 1987-1989                                                                                             | 1984-1989                                                                                             | 1986-1989                                                                                             |
| Identificación del motor       | M30 B28LE                                                                                             | M30 B30                                                                                               | M30 B30LE                                                                                             | M30 B33LE                                                                                             | M30 B33LE                                                                                             | M30 B35LE                                                                                             | M30 B35M                                                                                              | M30 B35M                                                                                              | M30 B35M                                                                                              | M30 B35M                                                                                              | M88/3                                                                                                 | S38 B35                                                                                               |
| Tipo de motor                  | L6 12v                                                                                                | L6 12v, doble carburación de doble cuerpo                                                             | L6 12v                                                                                                | L6 12v                                                                                                | L6 12v                                                                                                | L6 12v                                                                                                | L6 12v                                                                                                | L6 12v                                                                                                | L6 12v, catalizador                                                                                   | L6 12v, catalizador                                                                                   | L6 24v                                                                                                | L6 24v, catalizador                                                                                   |
| Diámetro x carrera             | 86.0 mm × 80.0 mm                                                                                     | 89.0 mm × 80.0 mm                                                                                     | 89.0 mm × 80.0 mm                                                                                     | 89.0 mm × 86.0 mm                                                                                     | 89.0 mm × 86.0 mm                                                                                     | 92.0 mm × 86.0 mm                                                                                     | 92.0 mm × 86.0 mm                                                                                     | 92.0 mm × 86.0 mm                                                                                     | 92.0 mm × 86.0 mm                                                                                     | 92.0 mm × 86.0 mm                                                                                     | 93.4 mm × 84.0 mm                                                                                     | 93.4 mm × 84.0 mm                                                                                     |
| Cilindrada                     | 2788 cm³                                                                                              | 2986 cm³                                                                                              | 2986 cm³                                                                                              | 3210 cm³                                                                                              | 3210 cm³                                                                                              | 3430 cm³                                                                                              | 3430 cm³                                                                                              | 3430 cm³                                                                                              | 3430 cm³                                                                                              | 3430 cm³                                                                                              | 3453 cm³                                                                                              | 3453 cm³                                                                                              |
| Relación de compresión         | 9.3: 1                                                                                                | 9.0: 1                                                                                                | 8.1: 1                                                                                                | 9.0: 1                                                                                                | 9.3: 1                                                                                                | 9.3: 1                                                                                                | 10.0: 1                                                                                               | 9.2: 1                                                                                                | 8.0: 1                                                                                                | 9.0: 1                                                                                                | 10.5: 1                                                                                               | 9.8: 1                                                                                                |
| Potencia máxima: CV (kW) @ rpm | 184 CV (135 kW) @ 5800                                                                                | 185 CV (136 kW) @ 5800                                                                                | 176 CV (129 kW) @ 5800                                                                                | 200 CV (147 kW) @ 5500                                                                                | 197 CV (145 kW) @ 5500                                                                                | 218 CV (160 kW) @ 5200                                                                                | 218 CV (160 kW) @ 5500                                                                                | 220 CV (162 kW) @ 5700                                                                                | 185 CV (136 kW) @ 5400                                                                                | 211 CV (155 kW) @ 5700                                                                                | 286 CV (210 kW) @ 6500                                                                                | 260 CV (191 kW) @ 6500                                                                                |
| Par máximo: Nm @ rpm           | 240 Nm @ 4200                                                                                         | 260 Nm @ 3500                                                                                         | 251 Nm                                                                                                | 285 Nm @ 4300                                                                                         | 280 Nm @ 4250                                                                                         | 304 Nm @ 4000                                                                                         | 310 Nm @ 4000                                                                                         | 310 Nm @ 4000                                                                                         | 290 Nm @ 4000                                                                                         | 305 Nm @ 4000                                                                                         | 340 Nm @ 4500                                                                                         | 330 Nm @ 4500                                                                                         |
| Tracción                       | Trasera                                                                                               | Trasera                                                                                               | Trasera                                                                                               | Trasera                                                                                               | Trasera                                                                                               | Trasera                                                                                               | Trasera                                                                                               | Trasera                                                                                               | Trasera                                                                                               | Trasera                                                                                               | Trasera                                                                                               | Trasera                                                                                               |
| Transmisión                    | Manual, 4 velocidades / Manual, 5 velocidades / Automática, 3 velocidades / Automática, 4 velocidades | Manual, 4 velocidades / Manual, 5 velocidades / Automática, 3 velocidades / Automática, 4 velocidades | Manual, 4 velocidades / Manual, 5 velocidades / Automática, 3 velocidades / Automática, 4 velocidades | Manual, 4 velocidades / Manual, 5 velocidades / Automática, 3 velocidades / Automática, 4 velocidades | Manual, 4 velocidades / Manual, 5 velocidades / Automática, 3 velocidades / Automática, 4 velocidades | Manual, 4 velocidades / Manual, 5 velocidades / Automática, 3 velocidades / Automática, 4 velocidades | Manual, 4 velocidades / Manual, 5 velocidades / Automática, 3 velocidades / Automática, 4 velocidades | Manual, 4 velocidades / Manual, 5 velocidades / Automática, 3 velocidades / Automática, 4 velocidades | Manual, 4 velocidades / Manual, 5 velocidades / Automática, 3 velocidades / Automática, 4 velocidades | Manual, 4 velocidades / Manual, 5 velocidades / Automática, 3 velocidades / Automática, 4 velocidades | Manual, 4 velocidades / Manual, 5 velocidades / Automática, 3 velocidades / Automática, 4 velocidades | Manual, 4 velocidades / Manual, 5 velocidades / Automática, 3 velocidades / Automática, 4 velocidades |
| Peso                           | 1410-1460 kg                                                                                          | 1450 kg                                                                                               | - | 1470 kg                                                                                               | 1470 kg                                                                                               | 1450 kg                                                                                               | 1450 kg                                                                                               | 1450 kg                                                                                               | 1460 kg                                                                                               | 1460 kg                                                                                               | 1500 kg                                                                                               | 1510 kg                                                                                               |
| Aceleración 0–100 km/h         | 9.3-9.1 s                                                                                             | 9.0 s                                                                                                 | 11.0 s                                                                                                | 7.9 s                                                                                                 | 7.9 s                                                                                                 | 7.6 s                                                                                                 | 7.6 s                                                                                                 | 7.4 s                                                                                                 | 8.3 s                                                                                                 | 8.1 s                                                                                                 | 6.4 s                                                                                                 | 6.9 s                                                                                                 |
| Velocidad máxima               | 208-212 km/h                                                                                          | 210 km/h                                                                                              | 198 km/h                                                                                              | 215 km/h                                                                                              | 215 km/h                                                                                              | 222 km/h                                                                                              | 229 km/h                                                                                              | 230 km/h                                                                                              | 217 km/h                                                                                              | 220 km/h                                                                                              | 255 km/h                                                                                              | 245 km/h                                                                                              |
| Consumo combinado (L/100 km)   | 10-12                                                                                                 | 10.0                                                                                                  | - | 13.4                                                                                                  | 12.0                                                                                                  | 12.6                                                                                                  | 10.6                                                                                                  | 11.6                                                                                                  | 11.6                                                                                                  | 12.1                                                                                                  | 11.1                                                                                                  | 12.0                                                                                                  |

## Segunda generación (E63/E64, 2004-2010)
La segunda generación del Serie 6 se presentó oficialmente en el año 2004 con el fin de suplir el espacio dejado por el BMW Serie 8.

### Motorizaciones
| Periodo                        | 2004-2007                                         | 2007-2010                                         | 2003-2005                                         | 2005-2010                                         | 2005-2010                            |
| Identificación del motor       | N52 B30                                           | N53 B30                                           | N62 B44                                           | N62 TUB48                                         | S85 B50                              |
| Tipo de motor                  | L6 24v                                            | L6 24v, inyección directa                         | V8 32v                                            | V8 32v                                            | V10 40v                              |
| Diámetro x carrera             | 85.0 mm × 88.0 mm                                 | 85.0 mm × 88.0 mm                                 | 92.0 mm × 82.7 mm                                 | 93.0 mm × 88.3 mm                                 | 92.0 mm × 75.2 mm                    |
| Cilindrada                     | 2996 cm³                                          | 2996 cm³                                          | 4398 cm³                                          | 4799 cm³                                          | 4999 cm³                             |
| Relación de compresión         | 10.7: 1                                           | 12.0: 1                                           | 10.5 : 1                                          | 10.5 : 1                                          | 12.0: 1                              |
| Potencia máxima: CV (kW) @ rpm | 258 CV (190 kW) @ 6600                            | 272 CV (200 kW) @ 6700                            | 333 CV (245 kW) @ 6100                            | 367 CV (270 kW) @ 6300                            | 507 CV (373 kW) @ 7750               |
| Par máximo: Nm @ rpm           | 300 Nm @ 2500-4000                                | 320 Nm @ 2750-3000                                | 450 Nm @ 3600                                     | 490 Nm @ 3400                                     | 520 Nm @ 6100                        |
| Tracción                       | Trasera                                           | Trasera                                           | Trasera                                           | Trasera                                           | Trasera                              |
| Transmisión                    | Manual, 6 velocidades / Automática, 6 velocidades | Manual, 6 velocidades / Automática, 6 velocidades | Manual, 6 velocidades / Automática, 6 velocidades | Manual, 6 velocidades / Automática, 6 velocidades | Automática, 6 velocidades            |
| Peso                           | 1490 kg                                           | 1531 kg                                           | 1615 kg                                           | 1615 kg                                           | 1710 kg                              |
| Aceleración 0–100 km/h         | 6.5 s                                             | 6.2 s                                             | 5.6 s                                             | 5.4 s                                             | 4.6 s                                |
| Velocidad máxima               | 250 km/h (Limitada electrónicamente)              | 250 km/h (Limitada electrónicamente)              | 250 km/h (Limitada electrónicamente)              | 250 km/h (Limitada electrónicamente)              | 250 km/h (Limitada electrónicamente) |
| Consumo combinado (L/100 km)   | 9.0                                               | 7.9                                               | 11.7                                              | 11.9                                              | 14.8                                 |

| Periodo                        | 2007-2010                                                    |
| Identificación del motor       | M57 TU2D30 TOP                                               |
| Tipo de motor                  | L6 24v, inyección directa, common-rail, biturbo, intercooler |
| Diámetro x carrera             | 84.0 mm × 90.0 mm                                            |
| Cilindrada                     | 2993 cm³                                                     |
| Relación de compresión         | 17.0: 1                                                      |
| Potencia máxima: CV (kW) @ rpm | 286 CV (210 kW) @ 4400                                       |
| Par máximo: Nm @ rpm           | 580 Nm @ 1750-2250                                           |
| Tracción                       | Trasera                                                      |
| Transmisión                    | Automática, 6 velocidades                                    |
| Peso                           | 1650 kg                                                      |
| Aceleración 0–100 km/h         | 6.3 s                                                        |
| Velocidad máxima               | 250 km/h (Limitada electrónicamente)                         |
| Consumo combinado (L/100 km)   | 6.3                                                          |

#### 630i

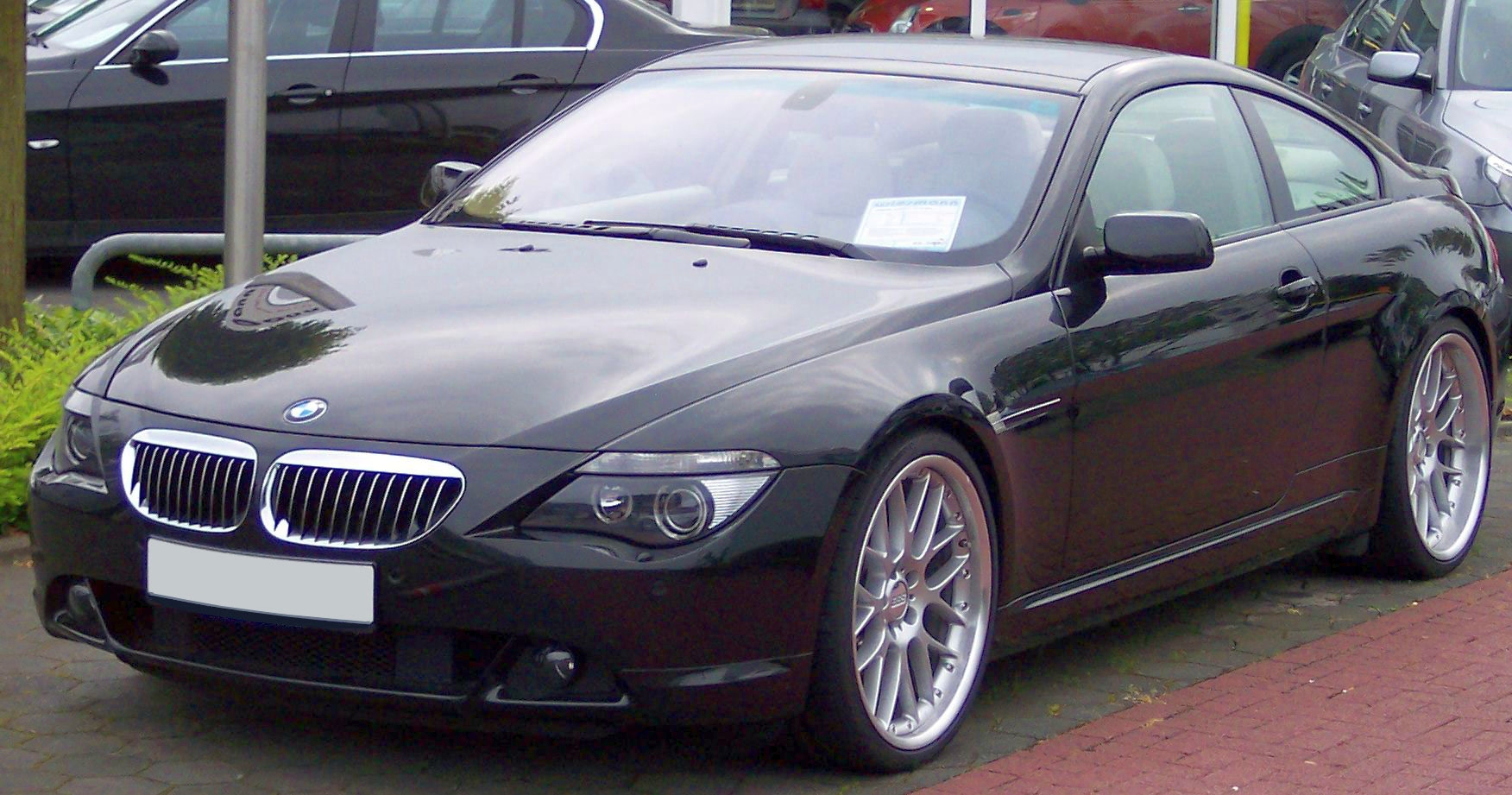
Un BMW 630i.

El 630i tiene un motor a gasolina de seis cilindros en línea, con 3.0 L de cilindrada. Desarrolla una potencia máxima de 258 cv y acelera  de 0 a 100 km/h en 6,5 s, mientras que los sistemas doble vanos y Valvetronic aseguran que la potencia siempre se transmita suavemente.
Ruedas
- Neumáticos delanteros: 245/50 R17 98W RSC
- Neumáticos traseros: 245/50 R17 98W RSC
- Llantas delanteras: 7.5 J x 17 (aleación ligera)
- Llantas traseras: 7.5 x 17 (aleación ligera)

Peso
- Peso en vacío EU: 1575 kg
- Peso total admisible: 1950 kg
- Peso admisible a remolcar: 450 kg
- Peso admisible sobre el eje delantero/trasero: 980/1130 kg

Prestaciones
- Coeficiente aerodinámico (cw): 0,30
- Velocidad máxima: 250 km/h
- Aceleración - 0-100 km: 6,5 s
- Aceleración - 0-1000 m: 26,3 s
- Consumo promedio: entre 11,7 y 12,9 L/100 km
- Emisiones de CO2: entre 281 y 310 g/km

#### 645ci

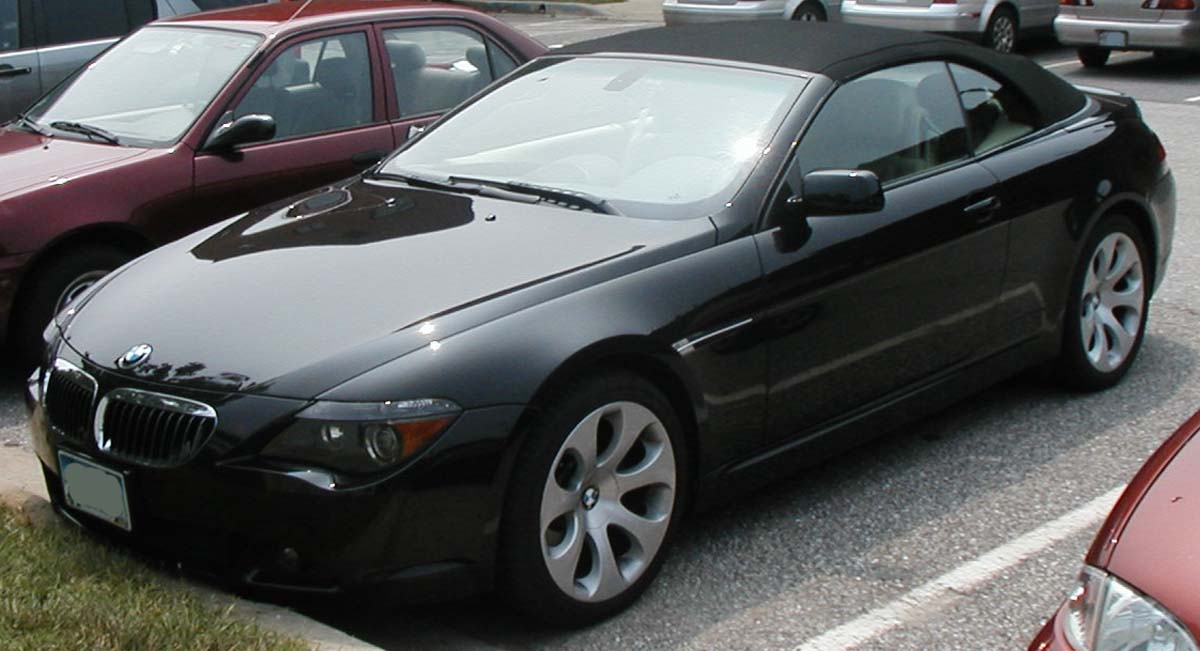
BMW Serie 6 645 cabrio.

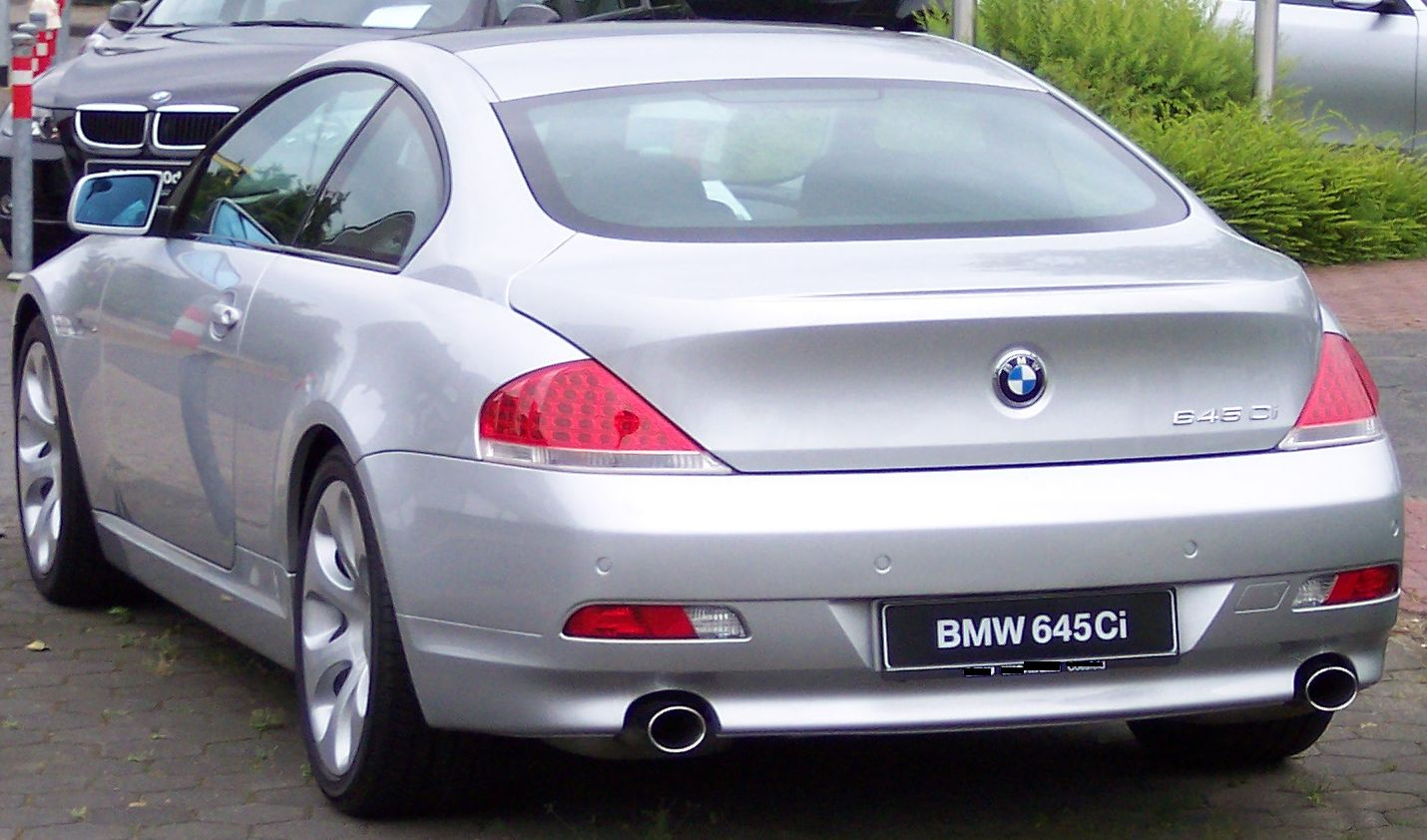
BMW 645ci.

El 645ci tiene un motor a gasolina V8 de 4.4 (333) L de cilindrada, capaz de desarrollar una potencia máxima de 333 CV. El sistema Valvetronic de regulación variable y continua de las válvulas, garantiza el uso eficaz del combustible.
El BMW Serie 6 dispone de tres transmisiones de seis velocidades distintas, que garantizan la entrega óptima de potencia a las ruedas motrices. A las cajas automática y manual de seis velocidades se suma una manual secuencial (SMG). Las relaciones de cambio más cerradas del Serie 6 Cabrio subrayan aún más el carácter deportivo del coche.
Este és el modelo más equilibrado de la gama.
- Aceleración - 0-100 km: 5,8 s
- Consumo urbano (l/100 km): 16.1
- Consumo extraurbano (l/100 km): 8.6
- Consumo medio (l/100): 12.3
- Emisiones de CO2: entre 229 y 238 g/km

#### 650i
Ruedas
- Neumáticos delanteros: 245/45 R18 96W RSC
- Neumáticos traseros: 245/45 R18 96W RSC
- Llantas delanteras: 8 J x 18 (aleación ligera)
- Llantas traseras: 8 J x 18 (aleación ligera)

Peso
- Peso en vacío: EU 1715 kg
- Peso total admisible: 2090 kg
- Peso admisible a remolcar: 450 kg
- Peso admisible sobre el eje delantero/trasero 1060/1170 kg

Prestaciones
- Coeficiente aerodinámico (cw) 0,30
- Velocidad máxima (km/h) 250
- Aceleración 0 - 100 km/h (en s) 5,4
- Aceleración 0 - 1000 m (en s) 24,3

#### 635d
Ruedas
- Dimensiones de los neumáticos delanteros 245/50 R17 W
- Dimensiones de los neumáticos traseros 245/50 R17 W
- Dimensiones de las llantas delanteras 7.5 J x 17 aleación ligera
- Dimensiones de las llantas traseras 7.5 J x 17 aleación ligera

Motor
- Cilindros/válvulas 6/4
- Cilindrada (cm³) 2.993
- Carrera/diámetro de cilindros (mm) 90,0/84,0
- Potencia máxima en CV a rpm 286/4.400
- Par máximo régimen (Nm/rpm) 580/1.750-2.250

Peso
- Peso en vacío EU (kg) 1.725
- Peso total admisible (kg) 2.100
- Peso admisible a remolcar (kg) 450
- Peso admisible sobre el eje delantero/trasero (kg) 1060/1.140

Prestaciones
- Coeficiente aerodinámico (cw) 0,30
- Aceleración 0-100 km/h (en s) 6,3
- Aceleración 0-1.000 m (en s) 25,4

Consumo
- Urbano (1-100 km/h) 9,2
- Interurbano (1-100 km/h) 5,6
- Mixto (1-100 km/h) 6,9
- Emisiones de CO2 (g/km) 183
- Capacidad aproximada del depósito (L) 70

## Tercera generación (F12/F13/F06, 2011-2017)
Para más información sobre la variante de 4 puertas, Grand Coupe, véase BMW F06
BMW en el Salón del Automóvil de China, exhibe un concepto llamado "Grand Coupe", un concepto cupé de 4 puertas; posteriormente, en el mismo 2010, y ahora en el Salón de París, presenta la siguiente generación del serie 6 en su versión cupé; en noviembre de ese año ya hace una presentación oficial del BMW 650i convertible, detallando más las características de la nueva generación, la cual puede venir con el exitoso motor de 6 cilindros en línea y que produce 320hp (640i) y el V8 4.4L de 407 de 407hp (650i).
En diciembre de 2011 se presentó la versión final del BMW Serie 6 Grand Coupe, rival para el Audi A7 y el Mercedes CLS. Éste cuenta con 4 plazas y un maletero de 460 litros. En un principio ofrece dos motores gasolina turbo de seis y otro de ocho cilindros, un motor diésel de 313 CV y novedades tecnológicas.

### Motorizaciones
| Periodo                        | 2011-2018                                                 | 2011-2012                                             | 2012-2018                                       | 2012-2018                                             | 2012-2015                                             | 2015-2018                                             |   |
| Identificación del motor       | N55 B30                                                   | N63 B44                                               | N63 TUB44                                       | S63 B44                                               | S63 B44                                               | S63 B44                                               |   |
| Tipo de motor                  | L6 24v, inyección directa, turbo twin-scroll, intercooler | V8 32v, inyección directa, biturbo, intercooler       | V8 32v, inyección directa, biturbo, intercooler | V8 32v, inyección directa, biturbo, intercooler       | V8 32v, inyección directa, biturbo, intercooler       | V8 32v, inyección directa, biturbo, intercooler       |   |
| Diámetro x carrera             | 84.0 mm × 89.6 mm                                         | 89.0 mm × 88.3 mm                                     | 89.0 mm × 88.3 mm                               | 89.0 mm × 88.3 mm                                     | 89.0 mm × 88.3 mm                                     | 89.0 mm × 88.3 mm                                     |   |
| Cilindrada                     | 2979 cm³                                                  | 4395 cm³                                              | 4395 cm³                                        | 4395 cm³                                              | 4395 cm³                                              | 4395 cm³                                              |   |
| Relación de compresión         | 10.2: 1                                                   | 10.0: 1                                               | 10.0: 1                                         | 10.0: 1                                               | 10.0: 1                                               | 10.0: 1                                               |   |
| Potencia máxima: CV (kW) @ rpm | 306 CV (225 kW) @ 5800                                    | 408 CV (300 kW) @ 5500-6400                           | 450 CV (330 kW) @ 5500-6000                     | 560 CV (412 kW) @ 6000-7000                           | 575 CV (423 kW) @ 6000-7000                           | 600 CV (441 kW) @ 6000-7000                           |   |
| Par máximo: Nm @ rpm           | 450 Nm @ 1300-4500                                        | 600 Nm @ 1750-4500                                    | 650 Nm @ 2000-4500                              | 680 Nm @ 1500-5750                                    | 680 Nm @ 1500-6000                                    | 700 Nm @ 1500-6000                                    |   |
| Tracción                       | Trasera / Total (xDrive)                                  | Trasera / Total (xDrive)                              | Trasera / Total (xDrive)                        | Trasera                                               | Trasera                                               | Trasera                                               |   |
| Transmisión                    | Automática, 8 velocidades                                 | Automática, 6 velocidades / Automática, 8 velocidades | Automática, 8 velocidades                       | Automática, 6 velocidades / Automática, 7 velocidades | Automática, 6 velocidades / Automática, 7 velocidades | Automática, 6 velocidades / Automática, 7 velocidades |   |
| Peso                           | 1660 kg                                                   | 1770 kg                                               | 1795 kg                                         | 1925 kg                                               | -                                                     | -                                                     | - |
| Aceleración 0–100 km/h         | 5.4 s                                                     | 4.9 s                                                 | 4.6 s                                           | 4.2 s                                                 | 4.1 s                                                 | 3.9 s                                                 |   |
| Velocidad máxima               | 250 km/h (Limitada electrónicamente)                      | 250 km/h (Limitada electrónicamente)                  | 250 km/h (Limitada electrónicamente)            | 250 km/h (Limitada electrónicamente)                  | 250 km/h (Limitada electrónicamente)                  | 250 km/h (Limitada electrónicamente)                  |   |
| Consumo combinado (L/100 km)   | 7.6                                                       | 10.5                                                  | 8.6-8.9                                         | 9.9                                                   | 9.9                                                   | 9.9                                                   |   |
| Normativa anticontaminación    | Euro 5, Euro 6                                            | Euro 5                                                | Euro 5, Euro 6                                  | Euro 5, Euro 6                                        | Euro 5, Euro 6                                        | Euro 6                                                |   |

| Periodo                        | 2011-2018                                                    |
| Identificación del motor       | N57 D30 TOP                                                  |
| Tipo de motor                  | L6 24v, inyección directa, common-rail, biturbo, intercooler |
| Diámetro x carrera             | 84.0 mm × 90.0 mm                                            |
| Cilindrada                     | 2993 cm³                                                     |
| Relación de compresión         | 16.5: 1                                                      |
| Potencia máxima: CV (kW) @ rpm | 313 CV (230 kW) @ 4400                                       |
| Par máximo: Nm @ rpm           | 630 Nm @ 1500-2500                                           |
| Tracción                       | Trasera / Total (xDrive)                                     |
| Transmisión                    | Automática, 8 velocidades                                    |
| Peso                           | 1790 kg                                                      |
| Aceleración 0–100 km/h         | 5.3 s                                                        |
| Velocidad máxima               | 250 km/h (Limitada electrónicamente)                         |
| Consumo combinado (L/100 km)   | 5.4                                                          |
| Normativa anticontaminación    | Euro 5, Euro 6                                               |

## Cuarta generación (G32, 2017-2023)
La cuarta generación del Serie 6 aparece en el año 2017 pasando a llamarse Serie 6 Gran Turismo, abandonando las anteriores carrocerías de Coupe, Cabrio y Grand Coupe (4 puertas) y se presenta como un sustituto del Serie 5 Gran Turismo (BMW F07). 
Las carrocerías anteriormente mencionadas vuelven a formar parte de la Serie 8 (G15).

### Motorizaciones
| Periodo                        | 2017-2023                                                 | 2017-2023                                                 |
| Identificación del motor       | B48 B20                                                   | B58 B30                                                   |
| Tipo de motor                  | L4 16v, inyección directa, turbo twin-scroll, intercooler | L6 24v, inyección directa, turbo twin-scroll, intercooler |
| Diámetro x carrera             | 82.0 mm × 94.6 mm                                         | 82.0 mm × 94.6 mm                                         |
| Cilindrada                     | 1998 cm³                                                  | 2998 cm³                                                  |
| Relación de compresión         | 10.2: 1                                                   | 11.0: 1                                                   |
| Potencia máxima: CV (kW) @ rpm | 258 CV (190 kW) @ 5000-6500                               | 340 CV (250 kW) @ 5500-6500                               |
| Par máximo: Nm @ rpm           | 400 Nm @ 1550-4400                                        | 450 Nm @ 1380-5200                                        |
| Tracción                       | Trasera                                                   | Trasera / Total (xDrive)                                  |
| Transmisión                    | Automática, 8 velocidades                                 | Automática, 8 velocidades                                 |
| Peso                           | 1795 kg                                                   | 1845 kg                                                   |
| Aceleración 0–100 km/h         | 6.3 s                                                     | 5.4 s                                                     |
| Velocidad máxima               | 250 km/h (Limitada electrónicamente)                      | 250 km/h (Limitada electrónicamente)                      |
| Consumo combinado (L/100 km)   | 6.2-6.6                                                   | 7.0-7.4                                                   |
| Normativa anticontaminación    | Euro 6                                                    | Euro 6                                                    |

| Periodo                        | 2018-presente                                              | 2017-presente                                              | 2017-presente                                                |
| Identificación del motor       | B47 D20                                                    | B57 D30                                                    | B57 D30                                                      |
| Tipo de motor                  | L4 16v, inyección directa, common-rail, turbo, intercooler | L6 24v, inyección directa, common-rail, turbo, intercooler | L6 24v, inyección directa, common-rail, biturbo, intercooler |
| Diámetro x carrera             | 84.0 mm × 90.0 mm                                          | 84.0 mm × 90.0 mm                                          | 84.0 mm × 90.0 mm                                            |
| Cilindrada                     | 1995 cm³                                                   | 2993 cm³                                                   | 2993 cm³                                                     |
| Relación de compresión         | 16.5: 1                                                    | 16.5: 1                                                    | 16.5: 1                                                      |
| Potencia máxima: CV (kW) @ rpm | 190 CV (140 kW) @ 4400                                     | 265 CV (195 kW) @ 4000                                     | 320 CV (235 kW) @ 4400                                       |
| Par máximo: Nm @ rpm           | 400 Nm @ 1750-2500                                         | 620 Nm @ 2000-2500                                         | 680 Nm @ 1750-2250                                           |
| Tracción                       | Trasera / Total (xDrive)                                   | Trasera / Total (xDrive)                                   | Total (xDrive)                                               |
| Transmisión                    | Automática, 8 velocidades                                  | Automática, 8 velocidades                                  | Automática, 8 velocidades                                    |
| Peso                           | 1840 kg                                                    | 1900 kg                                                    | 2010 kg                                                      |
| Aceleración 0–100 km/h         | 7.9 s                                                      | 6.1 s                                                      | 5.3 s                                                        |
| Velocidad máxima               | 220 km/h                                                   | 250 km/h (Limitada electrónicamente)                       | 250 km/h (Limitada electrónicamente)                         |
| Consumo combinado (L/100 km)   | 4.8-5.2                                                    | 5.5-5.8                                                    | 5.9-6.1                                                      |
| Normativa anticontaminación    | Euro 6                                                     | Euro 6                                                     | Euro 6                                                       |